# ترای‌انگل (فیلم ۲۰۰۹)
مثلت (انگلیسی: Triangle) فیلمی بریتانیایی در ژانر وحشت روان‌شناختی به نویسندگی و کارگردانی کریستوفر اسمیت است که در سال ۲۰۰۹ منتشر شد. از بازیگران آن می‌توان به ملیسا جرج، مایکل دورمن، و لیام همسورث اشاره کرد.